# Козма Касандрийски
Козма (на гръцки: Κοσμάς, Космас) е гръцки духовник, касандрийски епископ на Константинополската патриаршия от XVII век.

## Биография
През януари 1565 година Козма Касандрийски подписва документа за свалянето на патриарх Йоасаф II Константинополски. Козма подписва акта на събора като смирен епископ Касандрийски (ο ταπεινός επίσκοπος Κασσανδρείας).
На 4 септември 1568 година е споменат в писмо на патриарх Митрофан III Константинополски. През януари 1569 г. епископ Калиник или Константин Касандрийски подписва документ до Йоасаф Солунски, с който удостоверява, че Теофан Берски е дарил храма „Свети Атанасий“ в Солун на манастира Влатадес. Според някои учени става дума за грешка и подписът е на епископ Козма, тъй като на 10 февруари 1580 г. заедно с Акакий Йерисовски и Светогорски Козма Касандрийски подписва отчет до патриарх Йеремия II Константинополски за дейността им като екзарси в Света гора по спора между Великата Лавра и Филотеевия манастир за земя, намираща се извън Милопотамос.